# Andrzej Miszkurka
Andrzej Miszkurka (ur. 8 kwietnia 1971 w Warszawie) – polski redaktor, wydawca, publicysta i autor gier fabularnych.

## Życiorys
W latach 90. stały współpracownik, autor tekstów, a następnie redaktor i redaktor naczelny pisma „Magia i Miecz”. Pisał także artykuły do pisma Labirynt. Wiele tekstów (w tym przygody) napisał wspólnie z Tomkiem Kreczmarem. Współautor gry fabularnej Kryształy Czasu. Wraz z Jackiem Brzezińskim napisał suplement do książkowej edycji systemu Oko Yrrhedesa Andrzeja Sapkowskiego.
Był redaktorem naczelnym pism: Fenix oraz Super Fantastyka Powieść.
Od 1997 roku redaktor serii „Fantastyka” w Wydawnictwie Mag. Twórca i redaktor serii Uczta Wyobraźni w tym samym wydawnictwie. Od 2006 roku redaktor i wiceprezes zarządu w Wydawnictwie Nowa Proza.
Redaktor wielu książek oraz podręczników do gier fabularnych.

## Nagrody i wyróżnienia
Za pracę w Magu trzykrotnie wyróżniony nagrodą Śląkfa w kategorii Wydawca Roku (1997, 2001, 2006).